# Emanuel La Roche
Rudolf Emanuel La Roche (* 16. Januar 1863 in Ziefen; † 1. Juli 1922 in Celerina) war ein Schweizer Architekt.

## Biografie
Emanuel La Roche wurde 1863 in Ziefen (Kanton Basel-Landschaft) als Sohn eines Pfarrers geboren. Seine Schwester war Maria La Roche. 1871, als Emanuel La Roche acht Jahre alt war, siedelte die Familie nach Basel über, wo sein Vater die Stelle des Konservators des Museums in der Augustinergasse antrat.
Sein Weg zur Architektur führte ebenfalls über seinen Vater, den er zuerst bei Zimmerei- und Steinhauereiarbeiten sowie bei baugeschichtlichen Forschungen des Münsters unterstützte; ausserdem besuchte er Vorlesungen von Jacob Burckhardt, z. B. über die Geschichte der neueren italienischen Kunst. Von 1882 bis 1884 studierte La Roche am Polytechnikum Stuttgart u. a. bei Christian Friedrich von Leins. 1886 legte er ein Praxisjahr in einem Bildhaueratelier in Strassburg und in einem Architekturbüro in Mannheim ein, bevor er 1887 in Florenz an Heinrich von Geymüllers Publikation Die Architektur der Renaissance in Toscana mitwirkte. Von 1889 bis 1890 begleitete er den Bankier Alfred Sarasin-Iselin auf dessen Orientreise nach Ägypten, Indien, Athen und Konstantinopel.
Nach seiner Rückkehr nach Basel beschäftigte er sich mit einigen plastischen Arbeiten (Bronzetüren der Galluspforte am Basler Münster, Mitarbeit an Adolf von Hildebrands Brunnen auf dem Maximiliansplatz in München), bevor er 1892 den ersten eigenen Bau, das Wohnhaus Alfred Sarasins, fertigstellte.

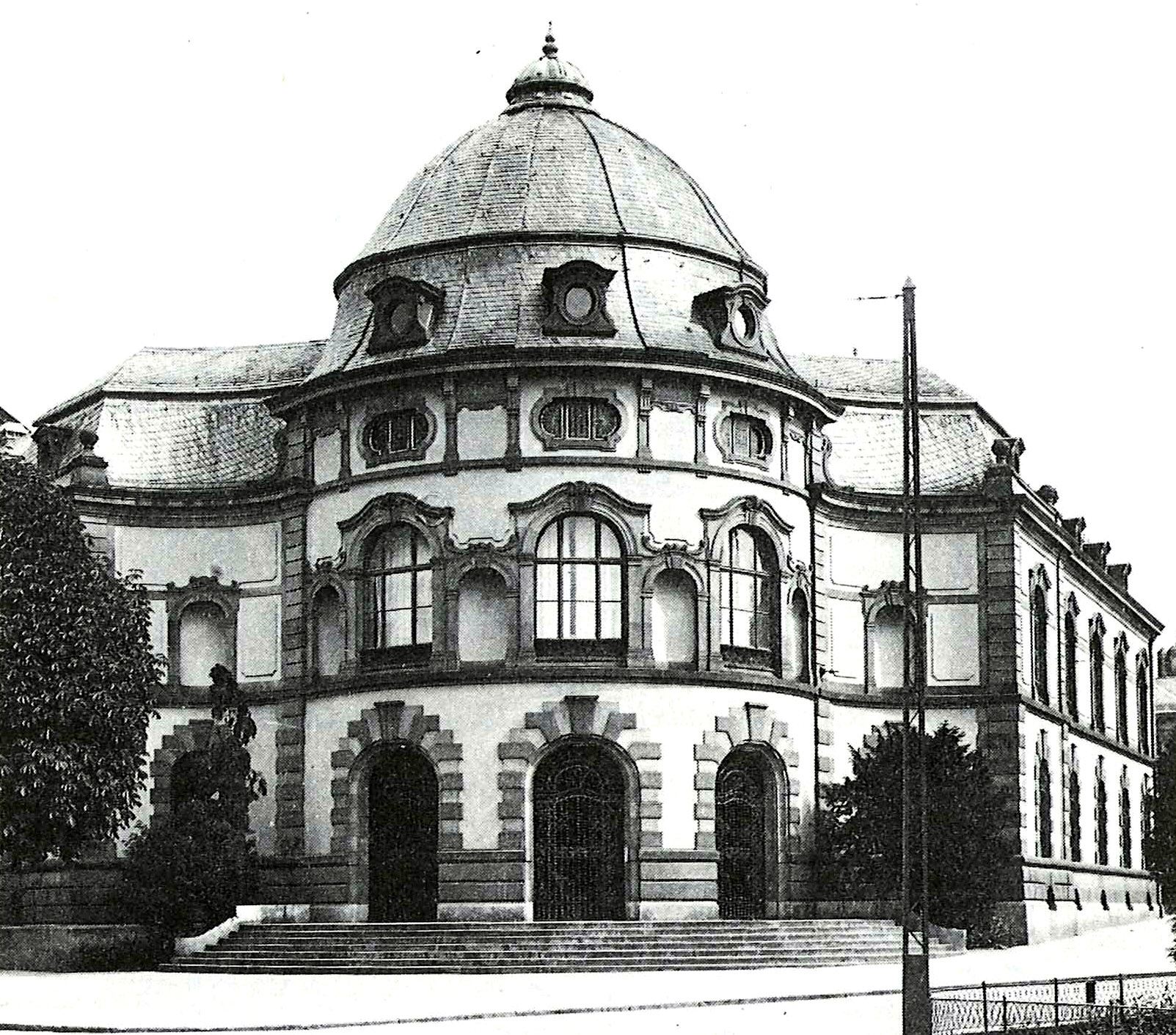
Hauptfassade der Universitätsbibliothek Basel (Fotografie von 1896)

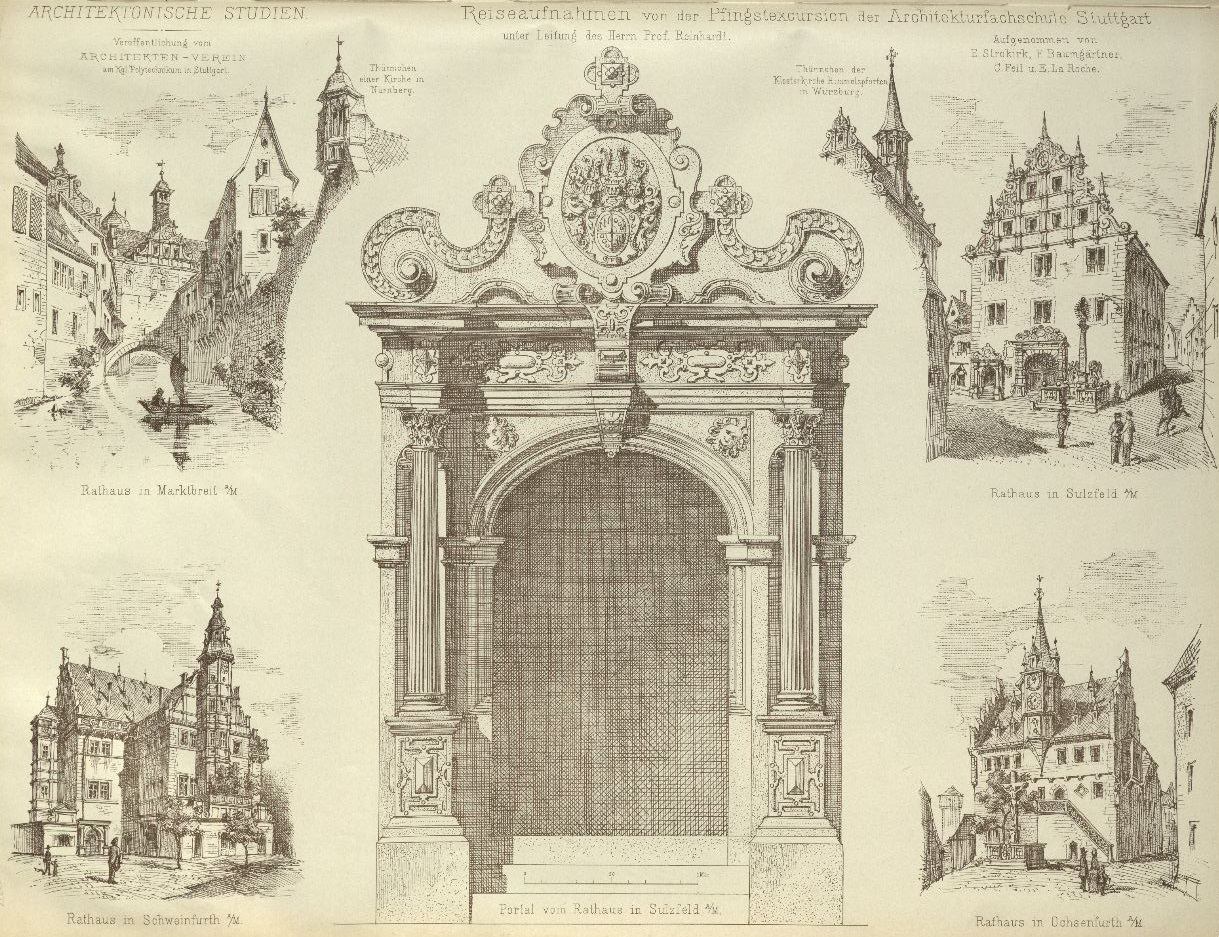
Reiseaufnahmen von der Pfingstexkursion der Architekturfachschule Stuttgart.

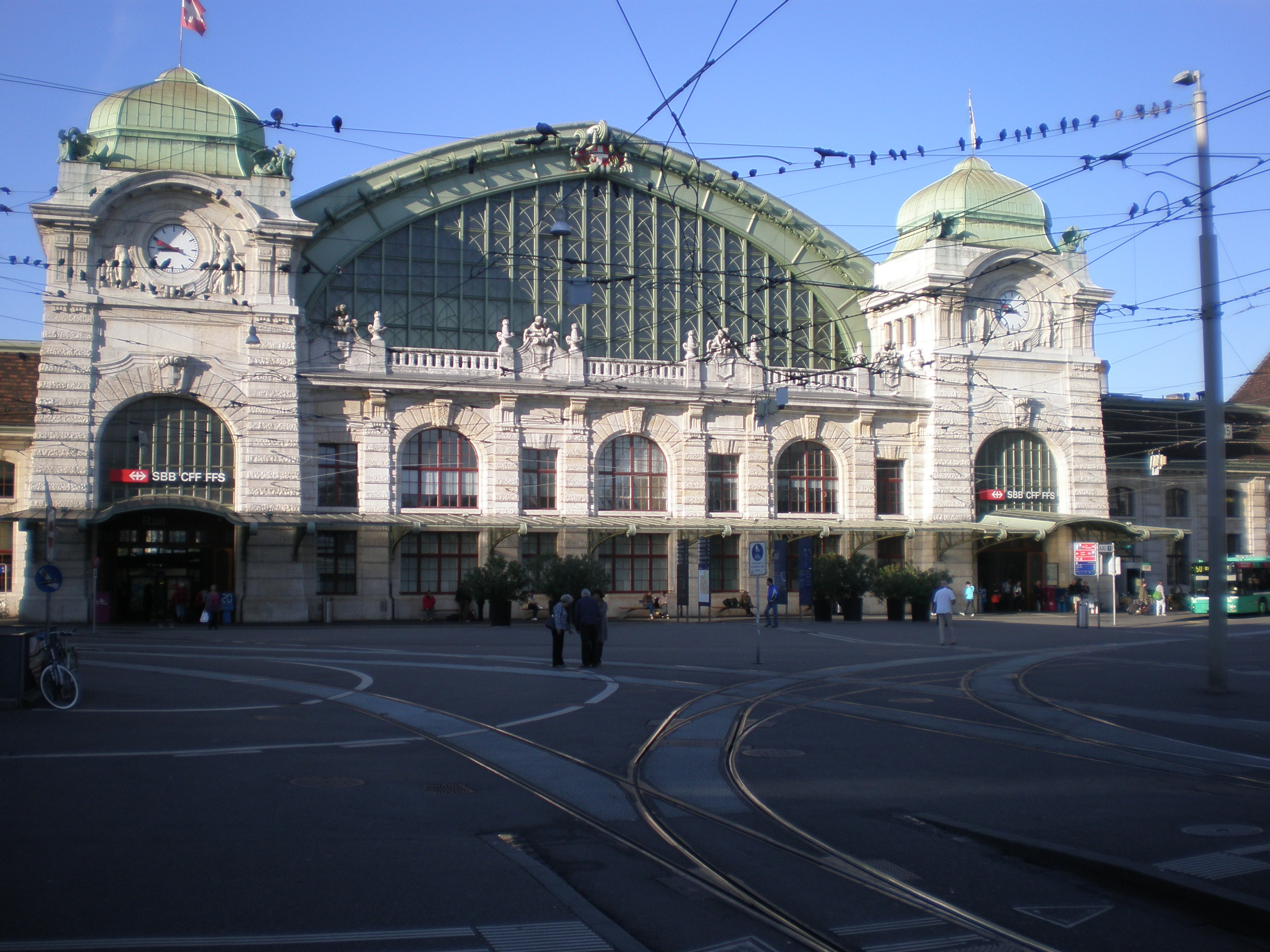
Bahnhof Basel SBB

Bereits 1893 wurde er mit dem Bau der Universitätsbibliothek Basel an der Bernoullistrasse beauftragt, die 1896 fertiggestellt wurde. Gleichzeitig baute er bis 1902 insgesamt acht Geschäftshäuser an der Freien Strasse. Daneben führte er einige Aufträge im Ausland aus. So war er von 1894 bis 1896 in Wien tätig und errichtete dort ein Mausoleum, das Faniteum. In späteren Jahren war La Roche zusammen mit anderen Architekten an weiteren bedeutenden Gebäuden in Basel beteiligt, so z. B. an der Musik-Akademie zusammen mit Fritz Stehlin und am Bahnhofsgebäude zusammen mit Emil Faesch. Ebenfalls von La Roche stammt wahrscheinlich das Haus zur Mohrhalde in Riehen, fertiggestellt 1898. Während des Ersten Weltkriegs erhielt La Roche nur noch wenige Aufträge und arbeitete mit Fritz Stehlin an Skizzen zu möglichen Bauprojekten, unter anderem einem Kunstmuseum am Münsterplatz und einem Universitätsgebäude am Petersplatz.
Sein Frühwerk lässt sich in üppigem Neubarock und Neurenaissance einordnen, seine späteren Werke sind eher einem gemässigteren Neubarock sowie teilweise dem Jugendstil zuzuordnen.
1894 heiratete er Elisabeth Heusler (* 8. Januar 1870; † 13. Dezember 1932). Sie war die Tochter des Juristen Andreas Heusler. Gemeinsam hatten sie zwei Töchter und fünf Söhne.
Emanuel La Roche starb im Sommer 1922 während eines Erholungsurlaubs im bündnerischen Celerina.